# ماكسويل هنتر
ماكسويل هنتر (بالإنجليزية: Maxwell Hunter) هو مهندس فضاء جوي ومهندس أمريكي، ولد في 11 مارس 1922 في Hollidaysburg, Pennsylvania ‏ في الولايات المتحدة، وتوفي في 10 نوفمبر 2001.